# ناثان وود (لاعب دوري الرغبي)
ناثان وود (بالإنجليزية: Nathan Wood)‏ هو لاعب دوري الرغبي نيوزيلندي، ولد في 24 يناير 1972 في كامبرداون ‏ في أستراليا.